# Pin rigide
Pinus rigida
Espèce
Classification phylogénétique
Statut de conservation UICN

 LC  : Préoccupation mineure
Le pin rigide (Pinus rigida), aussi appelé pin hérissé, est un arbre appartenant au genre Pinus et à la famille des Pinacées.  Il est natif du nord-est des États-Unis, entre l'état du Maine et celui de la Géorgie, pouvant aller jusqu'au Kentucky. Au nord, il se trouve en Ontario et au Québec, dans la vallée du Saint-Laurent. Sa taille varie entre 6 et 30 m de hauteur.  
Il se trouve dans des terrains peu propices à d'autres espèces parce que trop acides, sablonneux et pauvres. Cette espèce peut s'hybrider avec d'autres espèces de pins, tel le Pinus taeda, le Pinus echinata et le Pinus serotina des marais, parfois considéré comme une sous-espèce du pin rigide par certains botanistes.

## Terme commercial
L'arbre appelé en anglais pitch pine est issu d'une seule espèce (Pinus rigida Mill.) et ne doit pas être confondu avec le terme générique désignant le bois de pitchpin provenant de diverses espèces de pins durs et lourds et très résinifères. Les « pitchpins » forment au moins deux groupes distincts. Le groupe des véritables « pitchpins », c'est-à-dire les pitchpins historiques (qui sont entrés dans la composition des villas balnéaires et urbaines du début du XXe siècle) étaient originaires du Sud-est des États-Unis et appartenaient principalement à quatre espèces :
- Pinus palustris ou pin des marais (« Longleaf pine ») ;
- Pinus elliottii ou pin d'Elliott (« Slash pine ») ;
- Pinus taeda ou pin taeda, pin à l’encens, pin à torches (« Loblolly pine ») ;
- Pinus echinata (« Shortleaf pine »).

Ils sont aujourd'hui commercialisés en mélange avec 7 autres espèces sous l'appellation de Southern Yellow Pine (SYP). Ce regroupement d'espèces concerne pour l'essentiel des arbres qui croissent dans les états du sud-est et centre-sud-est des États-Unis et a été étendu au Pitch pine (Pinus rigida Mill.) qui représente seulement 1 % du volume de bois vendu sous cette appellation SYP en raison de sa répartition géographique plus au Nord mais aussi de ses qualités technologiques en retrait par rapport aux espèces citées ci-dessus.
Dans le nord-est, le Pitch pine (Pinus rigida) est vendu parfois en mélange avec du Red pine (Pinus resinosa). L'autre groupe des « Pitchpins » concerne le bois de pins subtropicaux originaires de Floride, d'Amérique centrale, des Caraïbes dont l'espèce « phare » est Pinus caribaea : le Pin Caraïbes. Cet arbre naturalisé sur d'autres continents présente des qualités de bois très différentes selon les provenances.

## Caractéristiques
Ce genre de pin grandit rapidement quand il est jeune, gagnant environ 30 cm de hauteur par an dans des conditions optimales, jusqu'à l'âge de 50 à 60 ans. À 90 ans, le gain annuel de croissance est négligeable. 
L'arbre commence à porter des cônes dès l'âge de trois ans. Les cônes prennent deux ans pour arriver à maturité. La dispersion des semences se produit à l'automne et en hiver. Cet arbre ne peut pas se polliniser tout seul. 
Sa durée de vie est d'environ 200 ans.

## Usages
Comme ce bois a la réputation d'être imputrescible, il entrait dans la composition des villas balnéaires et de tours de radio.
Les Iroquois et les Cherokees utilisaient un cataplasme de pitch pin pour traiter les rhumatismes, les brûlures et les abcès. Ils s'en servaient aussi comme laxatif.
L'écorce était utilisée par les Cherokees pour la construction de canoës.

## Galerie

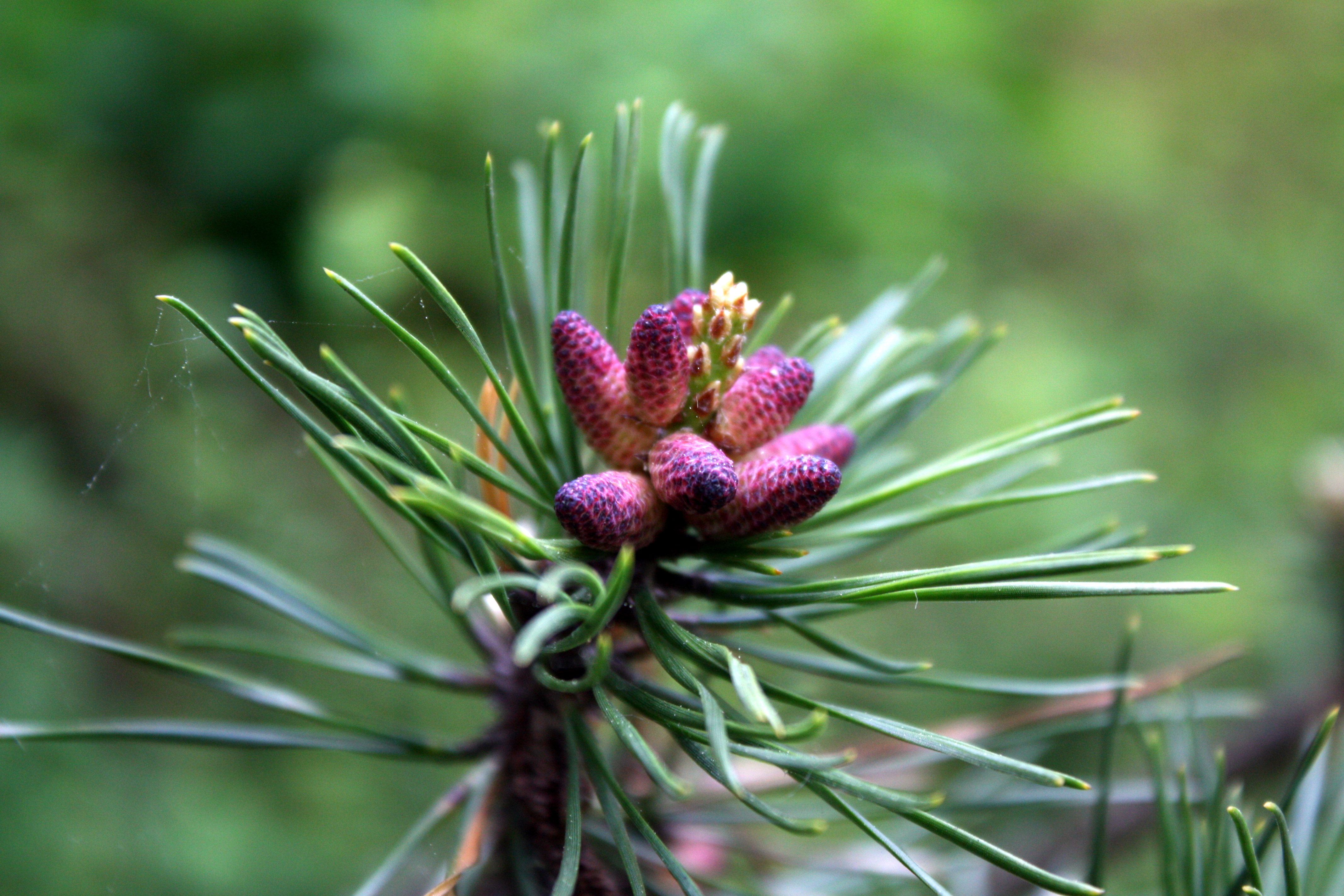
Cônes de pollen.
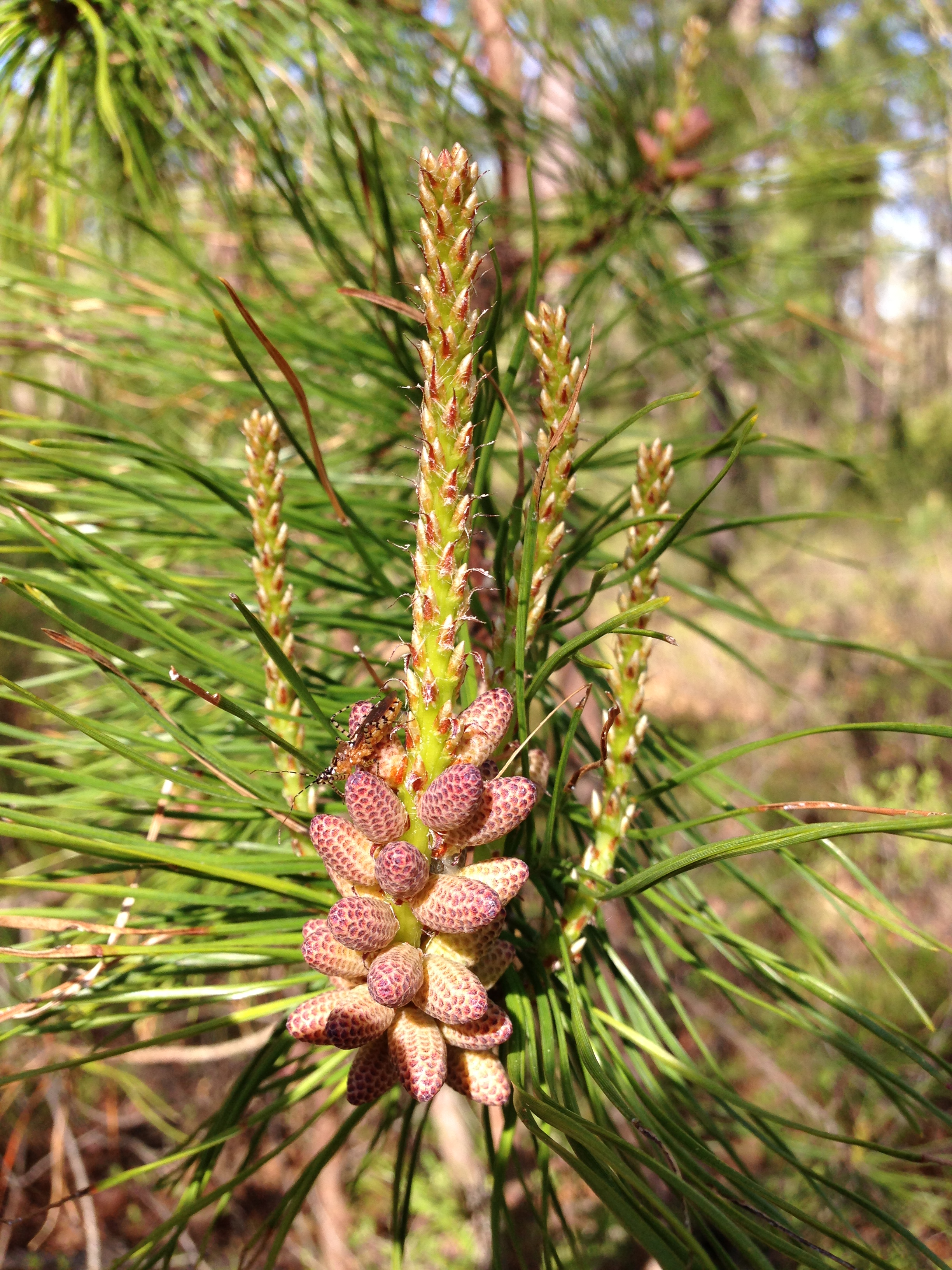
Repousse et cônes de pollen.
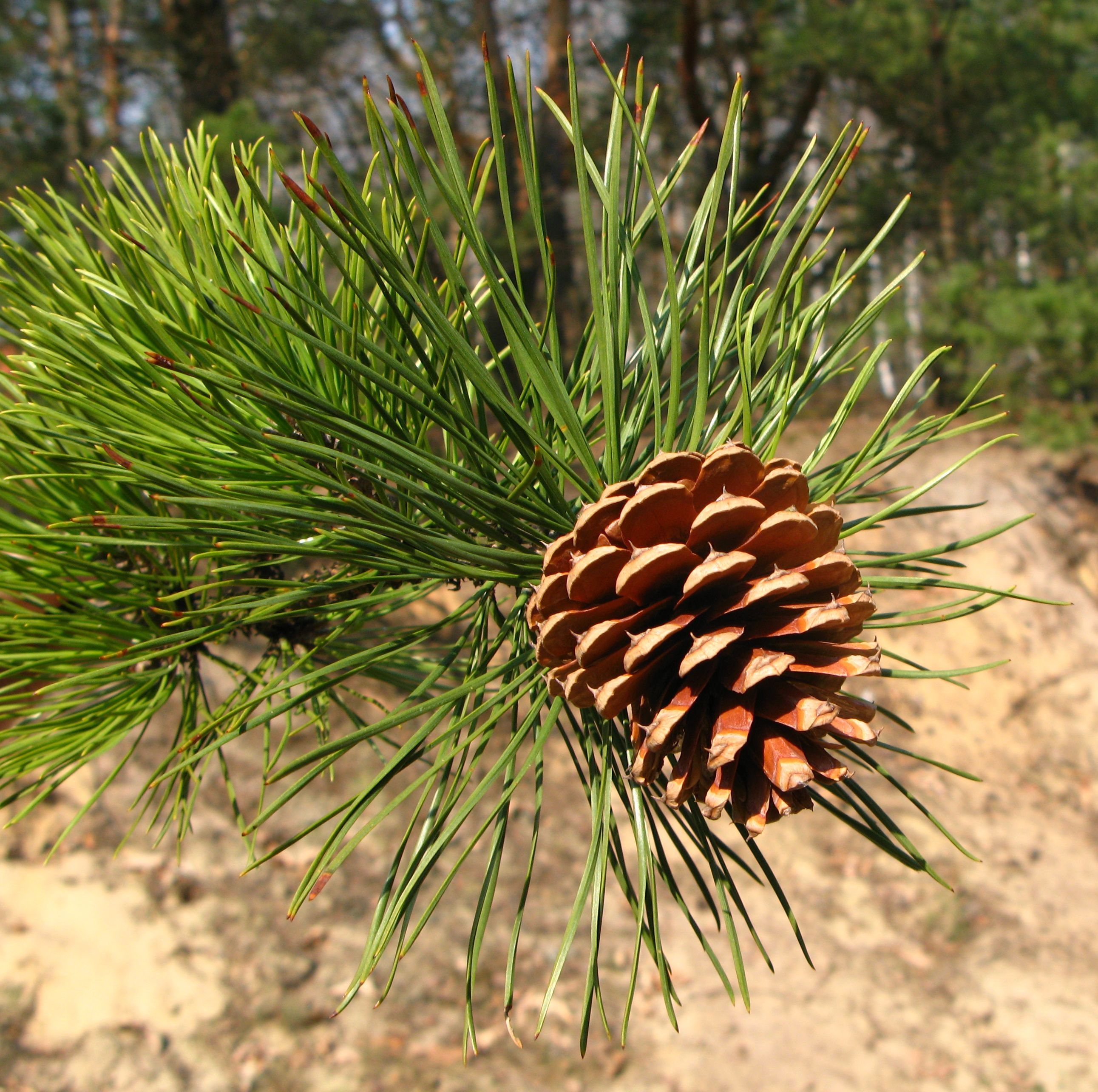
Cône et aiguilles.
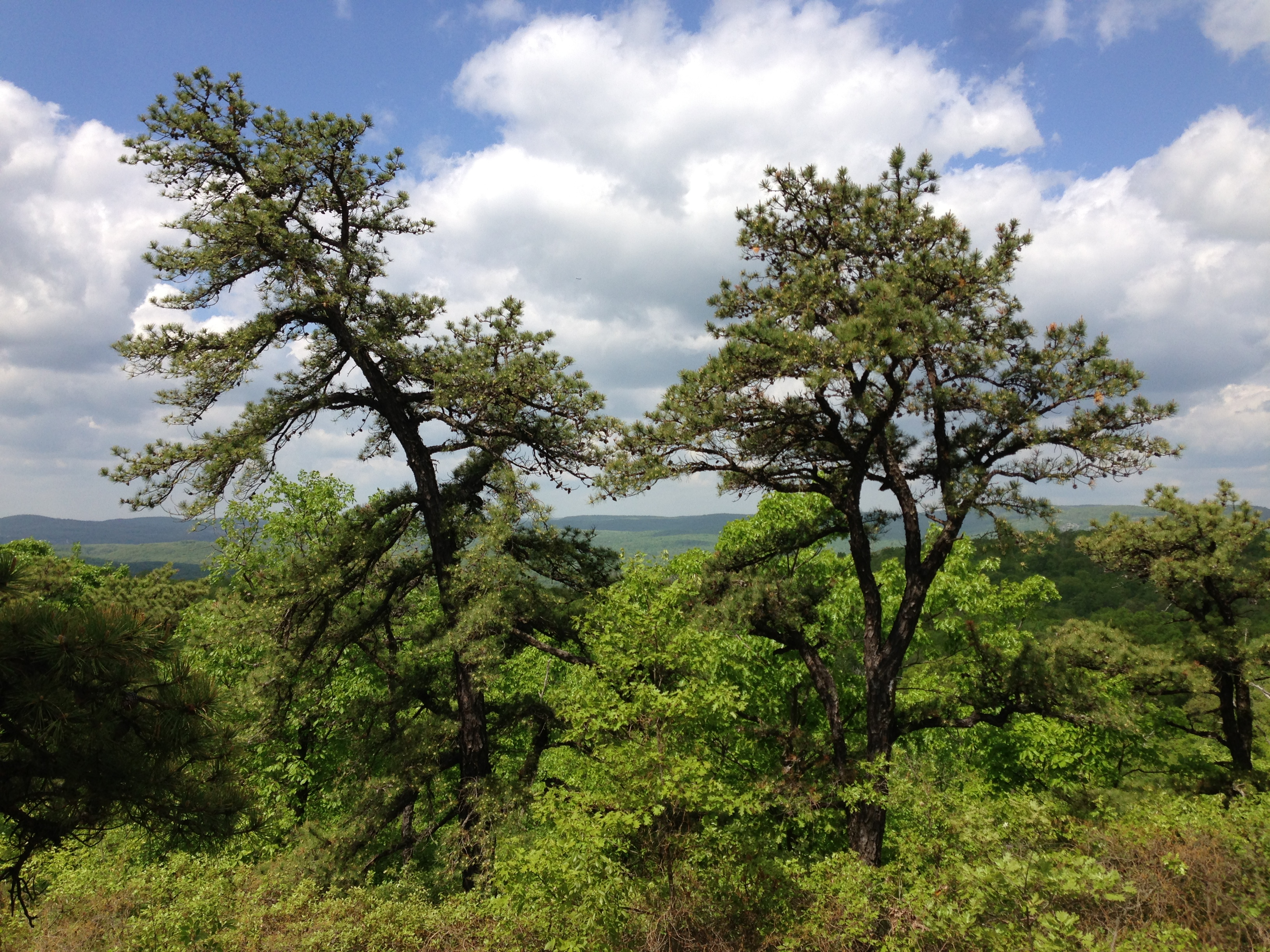
Pin rigide dans le New Jersey.